# ألكسندر بيرنتسون
ألكسندر بيرنتسون (بالسويدية: Alexander Berntsson) هو لاعب كرة قدم سويدي في مركز الدفاع، ولد في 30 مارس 1996 في السويد. شارك مع منتخب السويد تحت 19 سنة لكرة القدم. أما مع النوادي، فقد لعب مع نادي هالمستاد.

## وصلات خارجية
- ألكسندر بيرنتسون على موقع اتحاد السويد (السويدية)
- ألكسندر بيرنتسون على موقع قاعدة بيانات كرة القدم.إي يو (الإنجليزية)
- ألكسندر بيرنتسون على موقع Soccerway.com (الإنجليزية)